# MELODY (175Rのアルバム)
『MELODY』（メロディー）は、175Rのメジャー2枚目、通算3枚目のオリジナルアルバム。

## 解説
- 前作からおよそ1年3か月ぶりのリリース。なお、翌年に175Rは「メロディー」というシングルを出しているが、このアルバムとは関係ない。
- 初回盤にはGLORY DAYS (日野高校号泣ver.)、BAN!BAN!BANG! (日比谷野外音楽堂 ver)、ORANGE feat. MCUが収録されているDVDが付いている。
- ボーカルのSHOGOは、このアルバムについて「迷いの中から生まれた作品」と話している。

## 収録曲
1. GLORY DAYS
メジャー4thシングル。
2. REMEMBER
3. パスポート
4. PICCASO
5. Everything
6. Time out!!
7. My pretty dog
8. Side Story is…
9. Tiki Tiki BANG BANG!!
10. 夕焼けファルセット
メジャー5thシングル。
11. 五月色
12. ORANGE feat.MCU
MCUとのコラボレーション楽曲。後に6thシングルとしてカット。
13. あの日あの夜　僕を照らしていた月の光
14. My life Your melody
15. (無音トラック)
16. (無音トラック)
17. 石井さんの歌 (隠しトラック)